# Hôpital Rothschild

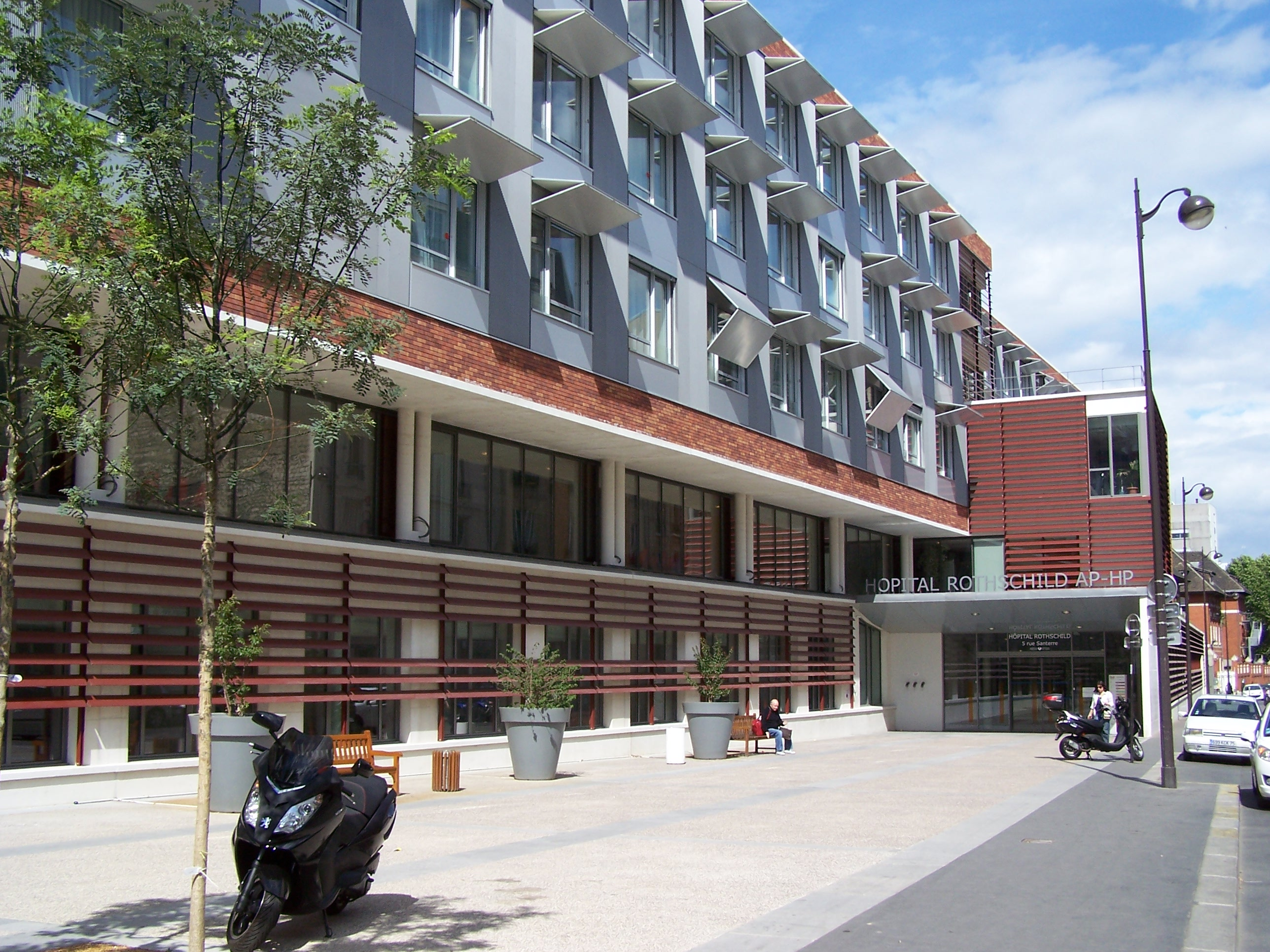
Hôpital Rothschild

Das Hôpital Rothschild ist ein Krankenhaus am Boulevard de Picpus Nr. 33 im 12. Arrondissement von Paris. Es erstreckt sich entlang der Rue Santerre bis zur Rue de Picpus. Die nächsten Métrostationen sind Picpus und Bel Air an der Linie 6.

## Geschichte
1852 wurde in Paris in der Rue de Picpus Nr. 76 das erste jüdische Hospital, ein Krankenhaus und Altersheim, eingeweiht. Es wurde von Baron James de Rothschild gegründet, der den Architekten Alexandre Thierry (1810–1890) mit dem Bau betraute. Den gleichen Architekten hatte Baron Rothschild mit dem Wiederaufbau der Synagoge der Rue Notre-Dame-de-Nazareth beauftragt. Das Krankenhaus sollte jüdische Patienten ihrer Religion gemäß versorgen und ihnen die Einhaltung ihrer Speisevorschriften ermöglichen. Es war mit einer kleinen Synagoge ausgestattet und nahm Kranke, Unheilbare und Alte auf.
Nach einer Erweiterung im Jahr 1877 wurde auf Initiative von Edmond de Rothschild zwischen 1912 und 1914 ein neues Krankenhaus gebaut, das den Kenntnissen und Erfordernissen der modernen Medizin entsprechen sollte. Mit der Planung beauftragte Baron Rothschild den Architekten Lucien Bechmann, der sich 1907 und 1908 auf Reisen in England, Deutschland und Österreich mit moderner Krankenhausarchitektur vertraut gemacht hatte, sowie den Arzt Léon Zadoc-Kahn, der bis zu seiner Deportation 1942 Chefarzt des Krankenhauses war.
Während des Ersten Weltkrieges wurde das Hôpital Rothschild Militärkrankenhaus. Während des Zweiten Weltkrieges wurde es unter der deutschen Besatzung als Gefängnis genutzt, in dem die Kranken aus dem Sammellager Drancy vor ihrem Weitertransport in die Vernichtungslager untergebracht waren.
1954 schenkte Guy de Rothschild das Krankenhaus der Assistance Publique. In den 1970er Jahren wurde das Krankenhaus modernisiert und erweitert. Heute gehört das Hôpital Rothschild unter dem Namen Rothschild Groupement hospitalier universitaire Est zu dem Krankenhausverbund Assistance Publique–Hôpitaux de Paris (AP-HP). Es verfügt über 310 Betten und 29 Tagespflegeplätze. Für 2010 ist die Fertigstellung eines weiteren Gebäudes mit 180 Betten geplant.

## Architektur
Das Krankenhaus besteht aus einzelnen kleineren Pavillons, die die Isolierung der Kranken ermöglichen und die Ansteckungsgefahr vermindern sollen. Im westlichen Teil des Krankenhauses, der an eine Schule grenzt, sind die Verwaltung untergebracht und die Wohnungen für die Krankenschwestern. Ein isoliert stehender, umzäunter Pavillon am Eingang war ursprünglich für unheilbar Kranke vorgesehen. Baumbestandene Alleen verbinden die einzelnen Pavillons, die von weiten Grünanlagen umgeben sind. Die ganze Anlage vermittelt den Eindruck eines großen Parks oder einer Gartenstadt mit ihren Gebäuden aus Natur- und Backstein, deren Dächer mit Dachziegeln gedeckt sind.